# Juventus Football Club 2002-2003
Questa voce raccoglie le informazioni riguardanti la Juventus Football Club nelle competizioni ufficiali della stagione 2002-2003.

## Stagione

Da sinistra: negli spogliatoi del Delle Alpi, Pavel Nedvěd, Marcelo Salas e David Trezeguet festeggiano la vittoria del 27º scudetto al termine del 2-2 col Perugia del 10 maggio.

Nell'estate 2002 la Juventus divenne proprietaria dello stadio delle Alpi, a seguito di un accordo con il Comune che permise alla società torinese di abbandonare l'idea di lasciare la città e di ottenere finalmente un stadio di proprietà, obiettivo del club bianconero sin dal 1994.
Sul versante sportivo, la squadra si rinforzò inizialmente col solo Camoranesi: proveniente dal retrocesso Verona, l'oriundo argentino – chiamato peraltro in azzurro da Giovanni Trapattoni nel corso della stagione – sostituiva un lungodegente Zambrotta. In chiusura del mercato estivo fu poi tesserato dal Parma, avversario battuto pochi giorni prima nella Supercoppa italiana, l'attaccante Di Vaio; a dettare la necessità di una punta era l'infortunio occorso a Trezeguet nel precampionato.
Il 15 settembre, in avvio di campionato, la Juventus sconfisse per 3-0 l'Atalanta in una gara in cui Del Piero, trasformando il calcio di rigore che sbloccò il punteggio, mise a segno il gol numero 4 000 della squadra nella Serie A a girone unico; nel prosieguo, pur non perdendo mai nei primi dodici turni, e vincendo partite di cartello come la classica contro il Milan e la stracittadina in trasferta contro il Torino, la Juventus faticò e riportò comunque cinque pareggi. Nel frattempo, nella prima fase a gironi di UEFA Champions League, i bianconeri passarono il turno maturando una sola sconfitta a Newcastle upon Tyne: un risultato destinato a non incidere sulla qualificazione, per via dei punti ottenuti contro Feyenoord e Dinamo Kiev; la vittoria in Ucraina nell'ultima giornata del girone, in particolare, riportò i bianconeri a vincere una trasferta di Champions dopo quattro anni e sempre a Kiev.
Nelle settimane successive al passaggio della prima fase, la Juventus partecipò alla seconda fase a gruppi di Champions. Nel frattempo però i bianconeri persero il primato in campionato in favore delle milanesi, a causa delle battute d'arresto con Brescia e Lazio. Dopo aver espugnato il campo di Perugia, il girone di andata del campionato terminò con due goleade: il 5-0 alla Reggina e il 4-1 sul campo del Chievo, in un incontro segnato dalla nebbia e dalla concessione di ben tre penalty. Abbandonato nel frattempo il vecchio stadio Comunale, nel gennaio 2003 la Juventus trasferì la sede dei suoi allenamenti al centro Sisport di via Guala.
In Coppa Italia, una doppia sconfitta contro il Perugia costò ai bianconeri l'eliminazione dalla competizione, alla vigilia della scomparsa – avvenuta il 24 gennaio 2003 – dello storico e ottantunenne patron Gianni Agnelli: alla sua memoria Del Piero dedicò un gol, tra i più belli della carriera, realizzato al Piacenza la domenica seguente. Compiuto frattanto l'aggancio alla capolista Inter nel mese di febbraio, i piemontesi venivano sconfitti dal Manchester Utd in entrambe le occasioni, rischiando di compromettere il passaggio del turno in Europa.
Il 2 marzo 2003 gli uomini di Marcello Lippi ospitarono l'Inter, conseguendo un successo che portò i bianconeri, trascinati dalle giocate di Nedvěd – futuro Pallone d'oro a fine anno –, a quel primato in solitaria che diede inizio alla fuga decisiva. Dopodiché, in Europa fu ottenuto l'accesso ai quarti di finale; ciò grazie soprattutto al successo thrilling contro il Deportivo La Coruña al penultimo turno – arrivato a recupero quasi esaurito –, che pose la Juventus in vantaggio sul piano della differenza reti e rese così ininfluente la sconfitta di misura a Basilea nell'ultima giornata. Quindi la squadra torinese continuò la sua marcia di testa in campionato, senza risentire del rovescio col Milan a fine mese. In aprile, la vittoria per 2-0 nel derby casalingo lanciò lo sprint finale per lo scudetto, prima dell'impegno in coppa contro il Barcellona: dopo avere impattato sull'1-1 al Delle Alpi, nel retour match al Camp Nou i bianconeri passarono il turno grazie a un 2-1 ai tempi supplementari (e in inferiorità numerica) che valse il primo successo piemontese in Spagna da 33 anni a quella parte. Posta nel frattempo un'ipoteca sempre più concreta sullo scudetto, grazie ai pareggi esterni contro Bologna e Lazio e alle importanti vittorie casalinghe contro Roma e Brescia, i campioni d'Italia in carica affrontarono nelle semifinali di Champions il Real Madrid, uscendo battuti col minimo scarto nella partita di andata al Santiago Bernabéu: il punto matematico per la conquista del tricolore venne ottenuto pareggiando coi Grifoni, mentre a sovvertire il passivo nei confronti degli iberici concorse un 3-1 nel match di ritorno a Torino.
Attesa nella finale dell'Old Trafford dai rossoneri di Carlo Ancelotti, la squadra riportò nelle giornate conclusive un rovescio a Reggio Calabria – vittoria utile agli amaranto per guadagnare lo spareggio salvezza – e un'affermazione sul Chievo che costò agli scaligeri la zona UEFA: priva dello squalificato Nedvěd, la Juventus si arrese ai meneghini dal dischetto – nell'unico atto conclusivo svoltosi tra compagini italiane – decretando il record negativo della terza finale persa per Lippi dopo quelle del 1997 e 1998.

## Divise e sponsor

La squadra in campo con la seconda divisa all white

Lo sponsor tecnico della stagione è Lotto, mentre gli sponsor ufficiali sono Fastweb in campionato e Tamoil nelle coppe.
| Casa | Trasferta |

La prima divisa, pur presentando la classica palatura bianconera, vede questa inserita in un invasivo template che rompe nettamente con la tradizione juventina, causa la presenza di numerosi inserti neri a loro volta delimitati da piping bianchi – i quali andavano a richiamare il layout dell'allora stemma societario –; per la prima volta nella storia del club, lo Scudetto è posizionato su lato destro del petto. La maglia casalinga è abbinata a pantaloncini e calzettoni pure neri. La seconda divisa è interamente bianca, solo con piping neri a rifinire l'insieme.
| 1ª portiere | 2ª portiere | 3ª portiere |

## Rosa

L'esterno italo-argentino Mauro Camoranesi, arrivato a Torino in sordina, avrà un ottimo impatto con la realtà juventina; pur con una flessione nel finale di campionato, il neoacquisto assurgerà tra i protagonisti del 27º scudetto.

| N. |                      | Ruolo | Calciatore                      |
| -- | -------------------- | ----- | ------------------------------- |
| 1  | Italia (bandiera)    | P     | Gianluigi Buffon                |
| 2  | Italia (bandiera)    | D     | Ciro Ferrara                    |
| 3  | Italia (bandiera)    | C     | Alessio Tacchinardi             |
| 4  | Uruguay (bandiera)   | D     | Paolo Montero                   |
| 5  | Croazia (bandiera)   | D     | Igor Tudor                      |
| 6  | Italia (bandiera)    | D     | Salvatore Fresi                 |
| 7  | Italia (bandiera)    | D     | Gianluca Pessotto               |
| 8  | Italia (bandiera)    | C     | Antonio Conte (vice capitano)   |
| 9  | Cile (bandiera)      | A     | Marcelo Salas                   |
| 10 | Italia (bandiera)    | A     | Alessandro Del Piero (capitano) |
| 11 | Rep. Ceca (bandiera) | C     | Pavel Nedvěd                    |
| 12 | Italia (bandiera)    | P     | Antonio Chimenti                |
| 13 | Italia (bandiera)    | D     | Mark Iuliano                    |
| 14 | Italia (bandiera)    | C     | Cristian Zenoni                 |
| 15 | Italia (bandiera)    | D     | Alessandro Birindelli           |

| N. |                        | Ruolo | Calciatore         |
| -- | ---------------------- | ----- | ------------------ |
| 16 | Italia (bandiera)      | C     | Mauro Camoranesi   |
| 17 | Francia (bandiera)     | A     | David Trezeguet    |
| 18 | Italia (bandiera)      | A     | Marco Di Vaio      |
| 19 | Italia (bandiera)      | D     | Gianluca Zambrotta |
| 20 | Italia (bandiera)      | C     | Davide Baiocco     |
| 21 | Francia (bandiera)     | D     | Lilian Thuram      |
| 22 | Francia (bandiera)     | P     | Landry Bonnefoi    |
| 23 | Uruguay (bandiera)     | C     | Rubén Olivera      |
| 24 | Italia (bandiera)      | D     | Emiliano Moretti   |
| 25 | Uruguay (bandiera)     | A     | Marcelo Zalayeta   |
| 26 | Paesi Bassi (bandiera) | C     | Edgar Davids       |
| 27 | Italia (bandiera)      | C     | Matteo Brighi      |
| 29 | Haiti (bandiera)       | C     | Frantz Bertin      |
| 33 | Italia (bandiera)      | D     | Mattia Cassani     |
| 37 | Italia (bandiera)      | C     | Matteo Paro        |

## Risultati

### Serie A

#### Girone di andata
| Arbitro: | Trefoloni (Siena) |

|  |           |            |
|  | Marcatori | 70’ Nedvěd |

| Arbitro: | Paparesta (Bari) |

|                                       |           |  |
| Del Piero 27’ (rig.), 34’ Fresi 90+1’ | Marcatori |  |

| Arbitro: | Racalbuto (Gallarate) |

|  |           |                          |
|  | Marcatori | 6’ (rig.), 73’ Del Piero |

| Arbitro: | Cassarà (Palermo) |

|                           |           |                        |
| Tudor 87’ Del Piero 90+5’ | Marcatori | 66’ Nakata 81’ Adriano |

| Arbitro: | Bertini (Arezzo) |

|              |           |             |
| Zalayeta 88’ | Marcatori | 65’ Pecchia |

| Arbitro: | Collina (Viareggio) |

|                |           |                      |
| C. Vieri 90+5’ | Marcatori | 89’ (rig.) Del Piero |

| Arbitro: | Bertini (Arezzo) |

|           |           |  |
| Salas 49’ | Marcatori |  |

| Arbitro: | Racalbuto (Gallarate) |

|  |           |               |
|  | Marcatori | 74’ Del Piero |

| Arbitro: | Paparesta (Bari) |

|                       |           |                  |
| Di Vaio 8’ Thuram 21’ | Marcatori | 32’ (rig.) Pirlo |

| Arbitro: | De Santis (Tivoli) |

|  |           |                                                |
|  | Marcatori | 6’ Del Piero 33’ Di Vaio 52’ Nedvěd 89’ Davids |

| Arbitro: | Farina (Novi Ligure) |

|             |           |                    |
| Iuliano 86’ | Marcatori | 66’ (rig.) Signori |

| Arbitro: | Bertini (Arezzo) |

|                       |           |                            |
| Totti 12’ Cassano 44’ | Marcatori | 45+2’ Del Piero 85’ Nedvěd |

| Arbitro: | Farina (Novi Ligure) |

|                     |           |  |
| Schopp 78’ Tare 84’ | Marcatori |  |

| Arbitro: | Pellegrino (Barcellona Pozzo di Gotto) |

|            |           |                |
| Nedvěd 34’ | Marcatori | 35’, 50’ Fiore |

| Arbitro: | Palanca (Roma 1) |

|  |           |                  |
|  | Marcatori | 90+1’ Camoranesi |

| Arbitro: | Trefoloni (Siena) |

|                                                                           |           |  |
| Conte 21’ Trezeguet 34’ Cozza 64’ (aut.) Del Piero 71’ (rig.) Di Vaio 83’ | Marcatori |  |

| Arbitro: | Racalbuto (Gallarate) |

|                |           |                                                     |
| F. Cossato 72’ | Marcatori | 11’, 68’, 86’ (rig.) Trezeguet 20’ (rig.) Del Piero |

#### Girone di ritorno
| Arbitro: | Bolognino (Milano) |

|                         |           |  |
| Del Piero 9’ Nedvěd 43’ | Marcatori |  |

| Arbitro: | Pellegrino (Barcellona Pozzo di Gotto) |

|             |           |             |
| Pinardi 40’ | Marcatori | 51’ Di Vaio |

| Arbitro: | Gabriele (Frosinone) |

|                     |           |  |
| Trezeguet 7’ (rig.) | Marcatori |  |

| Arbitro: | Pellegrino (Barcellona Pozzo di Gotto) |

|          |           |                             |
| Mutu 90’ | Marcatori | 13’ Di Vaio 30’ Tacchinardi |

| Arbitro: | Dattilo (Locri) |

|             |           |                                              |
| Pecchia 79’ | Marcatori | 11’ (aut.) Juarez 22’ Di Vaio 43’ Camoranesi |

| Arbitro: | Paparesta (Bari) |

|                                                      |           |  |
| Guglielminpietro 4’ (aut.) Nedvěd 34’ Camoranesi 83’ | Marcatori |  |

| Arbitro: | Palanca (Roma 1) |

|  |           |               |
|  | Marcatori | 84’ Trezeguet |

| Arbitro: | Morganti (Ascoli Piceno) |

|                               |           |  |
| Nedvěd 54’, 83’ Trezeguet 85’ | Marcatori |  |

| Arbitro: | Trefoloni (Siena) |

|                              |           |            |
| Shevchenko 4’ F. Inzaghi 25’ | Marcatori | 10’ Nedvěd |

| Arbitro: | De Santis (Tivoli) |

|                                   |           |  |
| Comotto 6’ (aut.) Tacchinardi 88’ | Marcatori |  |

| Arbitro: | Paparesta (Bari) |

|                        |           |                                |
| Cruz 15’ Locatelli 74’ | Marcatori | 87’ Zambrotta 90+5’ Camoranesi |

| Arbitro: | Pellegrino (Barcellona Pozzo di Gotto) |

|                           |           |              |
| Del Piero 30’ (rig.), 39’ | Marcatori | 44’ Montella |

| Arbitro: | Trefoloni (Siena) |

|                   |           |            |
| Del Piero 9’, 86’ | Marcatori | 83’ Appiah |

| Roma 3 maggio 2003, ore 15:00 CEST 31ª giornata | Lazio               | 0 – 0 referto | Juventus | Stadio Olimpico (60 146 spett.)\| Arbitro: \| Collina (Viareggio) \| |
| Arbitro:                                        | Collina (Viareggio) |               |          |                                                                      |

| Arbitro: | Bertini (Arezzo) |

|                                  |           |                          |
| Trezeguet 25’ (rig.) Di Vaio 46’ | Marcatori | 36’ Miccoli 90+2’ Grosso |

| Arbitro: | Paparesta (Bari) |

|                              |           |              |
| Di Michele 17’ Bonazzoli 51’ | Marcatori | 23’ Zalayeta |

| Arbitro: | Pieri (Lucca) |

|                                               |           |                        |
| Zalayeta 16’, 57’ Trezeguet 70’ C. Zenoni 87’ | Marcatori | 62’, 74’, 79’ Bierhoff |

### UEFA Champions League

#### Prima fase a gironi
| Arbitro: | López Nieto |

|                   |           |                |
| van Hooijdonk 75’ | Marcatori | 32’ Camoranesi |

| Arbitro: | Stark |

|                                                      |           |  |
| Di Vaio 14’, 52’ Del Piero 22’ Davids 67’ Nedvěd 79’ | Marcatori |  |

| Arbitro: | Temmink |

|                    |           |  |
| Del Piero 66’, 81’ | Marcatori |  |

| Arbitro: | Pedersen |

|             |           |  |
| Griffin 62’ | Marcatori |  |

| Arbitro: | Veissière |

|                 |           |  |
| Di Vaio 4’, 69’ | Marcatori |  |

| Arbitro: | Bo Larsen |

|              |           |                        |
| Shatskix 50’ | Marcatori | 53’ Salas 61’ Zalayeta |

#### Seconda fase a gironi
| Arbitro: | Fandel |

|                       |           |                           |
| Tristán 9’ Makaay 11’ | Marcatori | 38’ Birindelli 57’ Nedvěd |

| Arbitro: | Batista |

|                                                               |           |  |
| Trezeguet 3’ Montero 34’ Tacchinardi 43’ Del Piero 51’ (rig.) | Marcatori |  |

| Arbitro: | Nielsen |

|                              |           |              |
| Brown 4’ van Nistelrooij 85’ | Marcatori | 90+2’ Nedvěd |

| Arbitro: | Merk |

|  |           |                                    |
|  | Marcatori | 15’, 41’ Giggs 63’ van Nistelrooij |

| Arbitro: | Frisk |

|                                       |           |                        |
| Ferrara 12’ Trezeguet 63’ Tudor 90+3’ | Marcatori | 34’ Tristán 52’ Makaay |

| Arbitro: | Stark |

|                              |           |                 |
| Cantaluppi 38’ Giménez 90+2’ | Marcatori | 10’ Tacchinardi |

#### Fase ad eliminazione diretta
| Arbitro: | Micheľ |

|             |           |             |
| Montero 16’ | Marcatori | 78’ Saviola |

| Arbitro: | Poll |

|                    |           |                          |
| Xavi Hernández 66’ | Marcatori | 53’ Nedvěd 114’ Zalayeta |

| Arbitro: | Hauge |

|                                |           |               |
| Ronaldo 23’ Roberto Carlos 73’ | Marcatori | 45’ Trezeguet |

| Arbitro: | Meier |

|                                        |           |            |
| Trezeguet 12’ Del Piero 43’ Nedvěd 73’ | Marcatori | 89’ Zidane |

| Arbitro: | Merk |

|                                                 |                      |                                            |
| Trezeguet Birindelli Zalayeta Montero Del Piero | Tiri di rigore 2 – 3 | Serginho Seedorf K'aladze Nesta Shevchenko |

### Coppa Italia

#### Fase finale
| Arbitro: | Palanca (Roma 1) |

|  |           |                                 |
|  | Marcatori | 66’ (rig.) Salas 90+1’ Zalayeta |

| Arbitro: | Tombolini (Ancona) |

|  |           |              |
|  | Marcatori | 21’ Maffucci |

| Arbitro: | Saccani (Mantova) |

|              |           |                  |
| Zalayeta 43’ | Marcatori | 44’, 53’ Miccoli |

| Arbitro: | Paparesta (Bari) |

|                                   |           |  |
| Miccoli 84’ Zé Maria 90+5’ (rig.) | Marcatori |  |

### Supercoppa italiana
| Arbitro: | Farina (Novi Ligure) |

|                    |           |             |
| Del Piero 38’, 73’ | Marcatori | 64’ Di Vaio |

## Statistiche

### Statistiche di squadra
Statistiche aggiornate al 28 maggio 2003.
| Competizione          | Punti | In casa | In casa | In casa | In casa | In trasferta | In trasferta | In trasferta | In trasferta | Totale | Totale | Totale | Totale | GF | GS | DR  |
| Competizione          | Punti | G       | V       | N       | P       | G            | V            | N            | P            | G      | V      | N      | P      | GF | GS | DR  |
| --------------------- | ----- | ------- | ------- | ------- | ------- | ------------ | ------------ | ------------ | ------------ | ------ | ------ | ------ | ------ | -- | -- | --- |
| Serie A               | 72    | 17      | 12      | 4       | 1       | 17           | 9            | 5            | 3            | 34     | 21     | 9      | 4      | 64 | 29 | +35 |
| Coppa Italia          | -     | 2       | 0       | 0       | 2       | 2            | 1            | 0            | 1            | 4      | 1      | 0      | 3      | 3  | 5  | −2  |
| UEFA Champions League | -     | 9       | 6       | 2       | 1       | 8            | 2            | 3            | 3            | 17     | 8      | 5      | 4      | 30 | 19 | +11 |
| Supercoppa italiana   | -     | 1       | 1       | 0       | 0       | -            | -            | -            | -            | 1      | 1      | 0      | 0      | 2  | 1  | +1  |
| Totale                | -     | 29      | 19      | 6       | 4       | 27           | 12           | 8            | 7            | 56     | 31     | 14     | 11     | 99 | 54 | +45 |

### Andamento in campionato
| Giornata  | 1 | 2 | 3 | 4 | 5 | 6 | 7 | 8 | 9 | 10 | 11 | 12 | 13 | 14 | 15 | 16 | 17 | 18 | 19 | 20 | 21 | 22 | 23 | 24 | 25 | 26 | 27 | 28 | 29 | 30 | 31 | 32 | 33 | 34 |
| --------- | - | - | - | - | - | - | - | - | - | -- | -- | -- | -- | -- | -- | -- | -- | -- | -- | -- | -- | -- | -- | -- | -- | -- | -- | -- | -- | -- | -- | -- | -- | -- |
| Luogo     | T | C | T | C | C | T | C | T | C | T  | C  | T  | T  | C  | T  | C  | T  | C  | T  | C  | T  | T  | C  | T  | C  | T  | C  | T  | C  | C  | T  | C  | T  | C  |
| Risultato | V | V | V | N | N | N | V | V | V | V  | N  | N  | P  | P  | V  | V  | V  | V  | N  | V  | V  | V  | V  | V  | V  | P  | V  | N  | V  | V  | N  | N  | P  | V  |
| Posizione | 1 | 1 | 1 | 2 | 3 | 4 | 3 | 3 | 2 | 1  | 1  | 2  | 4  | 4  | 4  | 4  | 4  | 3  | 3  | 2  | 1  | 1  | 1  | 1  | 1  | 1  | 1  | 1  | 1  | 1  | 1  | 1  | 1  | 1  |

Fonte:  Serie A 2002/2003, su calcio.com.
Legenda:

Luogo: C = Casa; T = Trasferta. Risultato: V = Vittoria; N = Pareggio; P = Sconfitta.

### Statistiche dei giocatori
In corsivo i giocatori ceduti a stagione in corso.
| Giocatore      | Serie A  | Serie A | Serie A     | Serie A    | Coppa Italia | Coppa Italia | Coppa Italia | Coppa Italia | UEFA Champions League | UEFA Champions League | UEFA Champions League | UEFA Champions League | Supercoppa italiana | Supercoppa italiana | Supercoppa italiana | Supercoppa italiana | Totale   | Totale | Totale      | Totale     |
| Giocatore      | Presenze | Reti    | Ammonizioni | Espulsioni | Presenze     | Reti         | Ammonizioni  | Espulsioni   | Presenze              | Reti                  | Ammonizioni           | Espulsioni            | Presenze            | Reti                | Ammonizioni         | Espulsioni          | Presenze | Reti   | Ammonizioni | Espulsioni |
| -------------- | -------- | ------- | ----------- | ---------- | ------------ | ------------ | ------------ | ------------ | --------------------- | --------------------- | --------------------- | --------------------- | ------------------- | ------------------- | ------------------- | ------------------- | -------- | ------ | ----------- | ---------- |
| G. Buffon      | 32       | -23     | 1           | 0          | -            | -            | -            | -            | 15                    | -16                   | 1                     | 0                     | 1                   | -1                  | 0                   | 0                   | 48       | -40    | 2           | 0          |
| C. Ferrara     | 25       | 0       | 4           | 0          | -            | -            | -            | -            | 12                    | 1                     | 3                     | 0                     | 0                   | 0                   | 0                   | 0                   | 37       | 1      | 7           | 0          |
| A. Tacchinardi | 27       | 2       | 3           | 0          | 2            | 0            | 2            | 0            | 13                    | 2                     | 8                     | 0                     | 1                   | 0                   | 0                   | 0                   | 43       | 4      | 13          | 0          |
| P. Montero     | 21       | 0       | 2           | 0          | -            | -            | -            | -            | 13                    | 2                     | 4                     | 0                     | 1                   | 0                   | 0                   | 0                   | 35       | 2      | 6           | 0          |
| I. Tudor       | 14       | 1       | 2           | 1          | 2            | 0            | 1            | 0            | 11                    | 1                     | 0                     | 0                     | -                   | -                   | -                   | -                   | 27       | 2      | 3           | 1          |
| S. Fresi       | 9        | 1       | 0           | 0          | 4            | 0            | 0            | 0            | 3                     | 0                     | 1                     | 0                     | 0                   | 0                   | 0                   | 0                   | 16       | 1      | 1           | 0          |
| G. Pessotto    | 17       | 0       | 1           | 0          | 4            | 0            | 0            | 0            | 7                     | 0                     | 0                     | 0                     | -                   | -                   | -                   | -                   | 28       | 0      | 1           | 0          |
| A. Conte       | 18       | 1       | 1           | 1          | 2            | 0            | 0            | 0            | 7                     | 0                     | 1                     | 0                     | -                   | -                   | -                   | -                   | 27       | 1      | 2           | 1          |
| M. Salas       | 11       | 1       | 1           | 0          | 4            | 1            | 0            | 0            | 4                     | 1                     | 0                     | 0                     | 1                   | 0                   | 0                   | 0                   | 20       | 3      | 1           | 0          |
| A. Del Piero   | 24       | 16      | 0           | 0          | -            | -            | -            | -            | 13                    | 5                     | 1                     | 0                     | 1                   | 2                   | 0                   | 0                   | 38       | 23     | 1           | 0          |
| P. Nedvěd      | 29       | 9       | 3           | 0          | 1            | 0            | 0            | 0            | 15                    | 5                     | 3                     | 0                     | 1                   | 0                   | 0                   | 0                   | 46       | 14     | 6           | 0          |
| A. Chimenti    | 4        | -6      | 0           | 0          | 4            | -5           | 0            | 0            | 2                     | -3                    | 0                     | 0                     | 0                   | 0                   | 0                   | 0                   | 10       | -14    | 0           | 0          |
| M. Iuliano     | 21       | 1       | 3           | 0          | 1            | 0            | 1            | 0            | 8                     | 0                     | 2                     | 0                     | 1                   | 0                   | 1                   | 0                   | 31       | 1      | 7           | 0          |
| C. Zenoni      | 13       | 1       | 0           | 0          | 4            | 0            | 0            | 0            | 2                     | 0                     | 0                     | 0                     | 0                   | 0                   | 0                   | 0                   | 19       | 1      | 0           | 0          |
| A. Birindelli  | 17       | 0       | 1           | 1          | 4            | 0            | 0            | 0            | 13                    | 1                     | 2                     | 0                     | 1                   | 0                   | 0                   | 0                   | 35       | 1      | 3           | 1          |
| M. Camoranesi  | 30       | 4       | 7           | 0          | 1            | 0            | 0            | 0            | 13                    | 1                     | 0                     | 0                     | 1                   | 0                   | 1                   | 0                   | 45       | 5      | 8           | 0          |
| D. Trezeguet   | 17       | 9       | 0           | 0          | 1            | 0            | 0            | 0            | 10                    | 4                     | 0                     | 0                     | -                   | -                   | -                   | -                   | 28       | 13     | 0           | 0          |
| M. Di Vaio     | 26       | 7       | 2           | 0          | 3            | 0            | 0            | 0            | 11                    | 4                     | 0                     | 0                     | -                   | -                   | -                   | -                   | 40       | 11     | 2           | 0          |
| G. Zambrotta   | 26       | 1       | 4           | 0          | 3            | 0            | 0            | 0            | 13                    | 0                     | 2                     | 0                     | -                   | -                   | -                   | -                   | 42       | 1      | 6           | 0          |
| D. Baiocco     | 7        | 0       | 0           | 0          | 4            | 0            | 0            | 0            | 4                     | 0                     | 0                     | 0                     | 1                   | 0                   | 0                   | 0                   | 16       | 0      | 0           | 0          |
| L. Thuram      | 27       | 1       | 0           | 0          | 0            | 0            | 0            | 0            | 15                    | 0                     | 0                     | 0                     | 1                   | 0                   | 0                   | 0                   | 43       | 1      | 0           | 0          |
| L. Bonnefoi    | 0        | 0       | 0           | 0          | 0            | 0            | 0            | 0            | 0                     | 0                     | 0                     | 0                     | -                   | -                   | -                   | -                   | 0        | 0      | 0           | 0          |
| R. Olivera     | 3        | 0       | 0           | 0          | 2            | 0            | 1            | 0            | 2                     | 0                     | 1                     | 0                     | -                   | -                   | -                   | -                   | 7        | 0      | 2           | 0          |
| E. Moretti     | 8        | 0       | 1           | 0          | 3            | 0            | 0            | 0            | 3                     | 0                     | 0                     | 0                     | 1                   | 0                   | 0                   | 0                   | 15       | 0      | 1           | 0          |
| M. Zalayeta    | 22       | 4       | 2           | 0          | 4            | 2            | 0            | 0            | 9                     | 2                     | 0                     | 0                     | 1                   | 0                   | 0                   | 0                   | 36       | 8      | 2           | 0          |
| E. Davids      | 26       | 1       | 3           | 0          | -            | -            | -            | -            | 15                    | 1                     | 4                     | 1                     | -                   | -                   | -                   | -                   | 41       | 2      | 7           | 1          |
| M. Brighi      | -        | -       | -           | -          | -            | -            | -            | -            | -                     | -                     | -                     | -                     | 1                   | 0                   | 0                   | 0                   | 1        | 0      | 0           | 0          |
| M. Cassani     | -        | -       | -           | -          | 0            | 0            | 0            | 0            | 1                     | 0                     | 0                     | 0                     | -                   | -                   | -                   | -                   | 1        | 0      | 0           | 0          |
| M. Paro        | 1        | 0       | 0           | 0          | 3            | 0            | 0            | 0            | 1                     | 0                     | 0                     | 0                     | -                   | -                   | -                   | -                   | 5        | 0      | 0           | 0          |
| F. Bertin      | -        | -       | -           | -          | -            | -            | -            | -            | -                     | -                     | -                     | -                     | -                   | -                   | -                   | -                   | -        | -      | -           | -          |

## Giovanili

La formazione Primavera juventina vincitrice del Torneo di Viareggio

### Organigramma
Area tecnica
Settore giovanile
- Primavera
  - Allenatore: Gian Piero Gasperini[93]

### Piazzamenti
- Primavera:
  - Campionato: semifinale[94]
  - Coppa Italia: prima fase[95]
  - Torneo di Viareggio: vincitore[93]